# Пхонгсали
Пхонгсали́, Понгсали (Пуной) (лаос. ຜົ້ງສາລີ) — город в Лаосе, центр одноимённой провинции. Население — 15 083 чел. (по оценке 2010 года).
Пхонгсали стоит на высоте 1430 м над уровнем моря в горной местности и окружён лесами.
В центре города высятся старинные здания в китайском стиле. Пхонгсали, в отличие от ряда других лаосских городов, не пострадал от бомбардировок во время Вьетнамской войны.